# Unk
Энтони Леонард Платт (англ. Anthony Leonard Platt; 28 декабря 1981, Атланта — 24 января 2025), наиболее известен под псевдонимом Unk и Dj Unk — американский рэпер, бэк-вокалист и диджей. Узнаваем по песне «Walk It Out», которая была выпущена в 2006 году.

## Биография
Родился 28 ноября 1981 года в городе Атланта, штат Джорджия.
Музыкальная карьера рэпера началась с 1998 года, после того, как Unk познакомился с DJ Jelly и DJ Montay, присоединившись к их окружению для дальнейших творческих работ. Первые годы Энтони выступал на различных мероприятиях в штате Джорджия, США. В 2000 году был подписан на музыкальный лейбл «Big Oomp», так же состоял в «E1». В 2006 году выпустил свой дебютный альбом под названием «Beat’n Down Yo Block!» с будущим хитом «Walk It Out», который вошёл в десятку лучших в чарте Billboard Hot 100. В 2008 году был выпущен второй альбом 2econd Season, в котором также появился небезызвестный трек «Show Out». В 2013 году выпустил сингл «Have A Toast», на следующий 2014 год вышел сингл «Walt».
В 2009 году произошли проблемы со здоровьем, Платт перенёс лёгкий сердечный приступ, после чего его музыкальная карьера значительно снизилась.
Скончался 24 января 2025 года на 44 году жизни в Беверли-Хиллз. О смерти рэпера сообщила его супруга в социальных сетях. По данным TMZ, смерть произошла из-за сердечного приступа.

## Дискография

#### Альбомы
- 2006 — Beat’n Down Yo Block![8][9].
- 2008 — 2econd Season[10][11].

#### Микстейпы
- 2009 — Itsago The Mixtape Vol.1
- 2009 — Smoke On
- 2009 — ATL Off Da Chain